# Zemský okres Kassel
Zemský okres Kassel (německy Landkreis Kassel) je okresem na severu německé spolkové země Hesenska. Centrem okresu je Kassel, který však k jeho území nepatří.

## Města a obce
| Města: 1. Bad Karlshafen 2. Baunatal 3. Grebenstein 4. Hofgeismar 5. Immenhausen 6. Liebenau 7. Naumburg 8. Trendelburg 9. Vellmar 10. Wolfhagen 11. Zierenberg | Obce: 1. Ahnatal 2. Bad Emstal 3. Breuna 4. Calden 5. Espenau 6. Fuldabrück 7. Fuldatal 8. Habichtswald 9. Helsa 10. Kaufungen 11. Lohfelden 12. Nieste 13. Niestetal 14. Reinhardshagen 15. Schauenburg 16. Söhrewald 17. Wesertal |

nezařazené území: Gutsbezirk Reinhardswald